# Samuel von Worms
Samuel von Worms, auch Samuel von Lorsch (* um 785; † 7. Februar 857 in Lorsch) war Bischof von Worms, Abt des Reichsklosters Lorsch und Gründer des Cyriakusstiftes Worms-Neuhausen.

## Leben und Wirken
Samuel wuchs laut den Lorscher Annalen von Kindheit an im dortigen Konvent auf.
Später kam er zur weiteren Ausbildung ins Kloster Fulda, wo er Freundschaft mit dem nachmaligen Mainzer Erzbischof Rhabanus Maurus schloss. Zur Vollendung ihrer Studien weilten beide schließlich im Stift Saint-Martin de Tours bei dem berühmten Alkuin († 804), der als größter Gelehrter seiner Zeit galt.
Seit 837 erscheint Samuel urkundlich als Abt des Benediktinerklosters Lorsch. Laut Johann Friedrich Schannat, in seiner „Historia episcopatus Wormatiensis“ (1734) war er ab 841 gleichzeitig Bischof von Worms. Bischof Samuel erwarb aus Rom die Reliquien des Hl. Cyriakus, einem der hochverehrten 14 Nothelfer und verbrachte sie in die St. Dionysius-Kirche zu Worms-Neuhausen, die schon bald den neuen Heiligen zum Patron erhielt und 847 mit einem Kollegiatstift verbunden wurde. Dadurch avancierte sie zu einem Wallfahrtszentrum und es entstand das Cyriakusstift.
Im gleichen Jahr hielt der Mainzer Erzbischof Rhabanus Maurus eine Pastoralsynode ab, an der auch Bischof Samuel teilnahm. Jene Synode erließ zukunftsweisende, fast modern anmutende Beschlüsse, an denen Samuel von Worms als Freund des Initiators Rhabanus Maurus, sicherlich maßgeblichen Anteil hatte. Beispielsweise erinnerte man daran, dass jeder Person und jedem Geschlechte gemäß dem Befehle der Heiligen Schrift gebührende Ehre erwiesen werden müsse. Jeder Bischof solle eine Homiliensammlung besitzen und diese müsse deutlich übersetzt werden, damit alle Verstehen könnten, was gepredigt wird. Der König dürfe nicht gestatten, dass man die Armen unterdrücke und die Bischöfe hätten die Pflicht, für dieselben zu sorgen. Wer Geschenke annehme, um das Recht zu beugen, schließe sich vom Reiche Gottes aus. Wenn ein wegen Vergehen Hingerichteter seine Sünden aufrichtig gebeichtet habe, so solle man ihn behandeln wie jeden Andern, also seinen Leichnam in die Kirche bringen und Messen für ihn feiern. In allen Dingen bleibe der Glaube nötig und entscheidend, aber ohne aus ihm resultierende Werke sei er tot.
Rhabanus Maurus widmete seinem Jugendfreund Samuel auch mehrere freundschaftliche Verse, welche überliefert sind, ebenso seinen 30-bändigen Kommentar zu den Paulusbriefen.
Den Wormser Dom erneuerte Bischof Samuel grundlegend, was möglicherweise mit einem stärkeren Erdbeben zusammenhängen könnte, das den Wormsgau im Jahre 838 erschütterte.

## Tod und Grabstätte
Bei einem Besuch im Kloster Lorsch ereilte den Bischof eine „tödliche Krankheit“, wie es in den Lorscher Annalen heißt und er starb dort am 7. Februar 857 (nach anderen Quellen ein Jahr später). Er wurde in der Lorscher Kirche, nahe dem Eingang beigesetzt. Johann Friedrich Schannat überliefert uns den Text des Epitaphs, ebenso den späteren Gedenkspruch in der Kirche des Cyriakusstiftes Worms-Neuhausen, wohin seine Überreste 1273 durch Bischof Eberhard I. überführt wurden. Nach der Zerstörung des Cyriakusstiftes 1460 fand man beim Wiederaufbau 1479 den bleiernen Sarg Samuels im Schutt auf und setzte ihn erneut dort bei. 1793 profanierten die Franzosen die Cyriakuskirche in Neuhausen und nutzten sie als Lazarett. Als sie die Kirche räumten entdeckte man das geöffnete Grab des Stiftsgründers. Man barg die Knochen und vergrub sie in einem Kästchen im Kirchenboden. Schon kurz danach zündeten die abziehenden Franzosen den gesamten Komplex an, er verbrannte zur Ruine und verschwand völlig. Seither sind Bischof Samuels Gebeine verschollen.